# Saif ad-Din Ghazi Ier
Pour les articles homonymes, voir Sayf ad-Dîn.

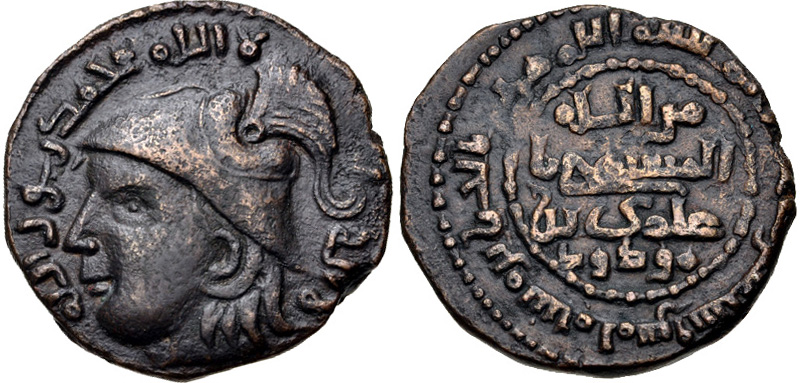
Dirham de Saif ad-Din Ghazi.

Saif ad-Dîn Ghâzî († 1149) est un émir zengide de Mossoul de 1146 à 1149. Il était fils de Zengi, émir d’Alep et de Mossoul.

## Biographie
En 1146, son père Zengi assiège la forteresse de Qal’at Ja’bar quand il est assassiné, le 15 septembre par Yarankach,un de ses serviteurs qui voulait échapper à un châtiment. Ses troupes se dispersent, mais deux des fils de Zengi parviennent à en reprendre le contrôle, et le partage de l’empire zengide se réalise de manière informelle : Nur ad-Din, l’aîné prend la tête de l’armée d’Alep et s’intitule émir d’Alep, tandis que Saif ad-Din Ghazi devient émir de Mossoul et prend la tête de l’armée de cette ville, abandonnant la dépouille de leur père qui est embaumée et inhumée par les habitants de Rafiqâ.
Ce partage sera à terme bénéfique pour la cause islamique face aux croisés. En effet, Mossoul se trouve à la frontière de la Mésopotamie et l’émir de Mossoul intervient dans les luttes de pouvoir qui opposent le calife abbasside au sultan seldjoukide. Zengi émir de Mossoul et d’Alep, avait ainsi dû se partager entre l’Irak et la Syrie, dispersant partiellement ses efforts contre les Francs. De plus Nur ad-Din garde des bons rapports avec son frère, ce qui lui assure une puissance amie sur ses arrières.
Mais Saif ad-Din doit lutter pour assurer sa position à Mossoul. Le sultan seldjoukide Mas`ûd avait deux ans auparavant placé son fils cadet Alp-Arslan comme suzerain de Zengi, mais ce dernier l'avait neutralisé et obligé à l’accompagner au siège. Avec la mort de Zengi, Alp-Arslan tente d’utiliser les troubles pour regagner le pouvoir. Deux conseillers de Zengi, le chef du diwan Jemal al-Din Muhammed et l’émir hajab Salah al-Din Muhammad al-Yaghisiyani prennent parti pour Saif ad-Din et, profitant de l’inexpérience du jeune seldjoukide, endorment sa vigilance dans les plaisirs, donnant à Saif ad-Din le temps nécessaire de prendre le contrôle de Mossoul. Quand Alp-Arslan se présente à Mossoul, il est arrêté et emprisonné dans la citadelle.
Que Saif ad-Din Ghazi privilégie les affaires de l’Iraq ne lui fait pas perdre de vue le jihad contre les Francs, mais il n’intervient qu’en concertation avec son frère Nur ad-Din. Ainsi, à l’arrivée de la deuxième croisade, les deux frères se tiennent prêt à combattre les croisés, mais ceux-ci préfèrent assiéger Damas. L’atabeg de la ville, Mu'in ad-Din Unur, demande l’aide des zengides, mais leur refuse l’entrée de la ville et utilise leur présence pour intimider les croisés et les forcer à lever le siège.
Saif ad-Din Ghazi meurt en novembre 1149, et ses deux frères, Nur ad-Din et Qutb ad-Dîn Mawdûd. Ce dernier prend les devants et se fait reconnaître atabeg de Mossoul. Nur ad-Din s’empare alors de Sindjar et envisage de s’attaquer à son frère, quand les vétérans de son armée refusent de combattre, estimant que cette guerre fratricide allait affaiblir les forces musulmanes face aux Francs et obligent les deux frères à conclure la paix.

### Sources
- René Grousset, Histoire des croisades et du royaume franc de Jérusalem - II. 1131-1187 L'équilibre, Paris, Perrin, 1935 (réimpr. 2006), 1013 p.
- Amin Maalouf, Les Croisades vues par les Arabes, J’ai lu, 1983 (ISBN 978-2-290-11916-7)